# Épsilon Arietis
Épsilon Arietis (ε Arietis / ε Ari / 48 Arietis) es un sistema estelar en la constelación de Aries —el carnero— situado a 342 años luz de distancia del sistema solar.
Domina el sistema una binaria cuyas dos componentes son estrellas blancas de la secuencia principal de tipo espectral A3V.
Muy parecidas, aunque no idénticas, sus magnitudes aparentes respectivas son +5,17 y +5,57.
La duplicidad de Épsilon Arietis fue descubierta por Otto Wilhelm von Struve en 1827.
La estrella primaria (Épsilon Arietis A / HD 18520 / HR 888) brilla con una luminosidad 80 veces mayor que la del Sol.
Tiene un radio 3,6 veces más grande que el radio solar y una masa aproximada de 2,7 masas solares.
Su acompañante (Épsilon Arietis B / HD 18520 / HR 887) tiene una luminosidad 55 veces mayor que la luminosidad solar.
Con un radio 3 veces más grande que el del Sol, tiene una masa de 2,5 masas solares.
Ambas tienen una temperatura efectiva aproximada de 9100 K.
La separación visual entre ambas estrellas es actualmente de 1,5 segundos de arco.
Los parámetros orbitales del sistema no son bien conocidos —el movimiento relativo de las dos componentes sugiere un período orbital de 1216 años— y la distancia media entre ellas es de 228 UA.
Completa el sistema una tercera estrella, denominada Épsilon Arietis C (BD+20 484C), separada de la binaria al menos 15.000 UA.
Su magnitud aparente +12,7 corresponde a una enana naranja de tipo K7 y emplearía más de 800.000 años en completar una vuelta en torno a la binaria.
La edad estimada de este sistema es de 420 millones de años.